# Левиафан (фильм, 2014)
«Левиафа́н» — российская социальная драма 2014 года, снятая режиссёром Андреем Звягинцевым.
Левиафаном в Ветхом Завете (Иов. 40:20 — 41:26, Ис. 27:1) называют мифологическое морское чудовище. В фильме этот библейский образ используется как метафора государственной власти. Подобное отождествление впервые использовал Томас Гоббс, который в своём трактате сравнил государственную машину с Левиафаном. Однако у Гоббса возникновение этого коллективного тела логически следует из необходимости прекратить войну всех против всех, ограничить естественные права во имя общественного договора; тогда как по фильму — никакой взаимной пользы не существует, и государство является единственным победителем в истребительной войне.
Главные роли исполнили Алексей Серебряков, Елена Лядова, Владимир Вдовиченков и Роман Мадянов. Над этой картиной Звягинцева работала почти та же съёмочная группа, что и над предыдущей, «Еленой»: операторскую работу осуществил Михаил Кричман, музыкальную — Филип Гласс (используется музыка из оперы «Эхнатон»).
Картина вошла в основную конкурсную программу 67-го Каннского кинофестиваля и сразу после показа была высоко оценена российской и зарубежной кинокритикой: фильм был удостоен приза за лучший сценарий. В ноябре 2014 года фильм вышел на экраны в Великобритании, 5 февраля 2015 года — в России.
В 2015 году «Левиафан» стал первым фильмом в истории постсоветской России, удостоенным премии «Золотой глобус» в номинации «Лучший фильм на иностранном языке» (в советский период «Золотой глобус» получил фильм «Война и мир»). Фильм был номинирован на премию «Оскар» в категории «Лучший фильм на иностранном языке», а также на премию BAFTA в категории «Лучший фильм не на английском языке».
В 2021 году вышла книга «„Левиафан“. Разбор по косточкам: Андрей Звягинцев — о фильме кадр за кадром». Автор — журналист и кинокритик Максим Марков. В основе книги интервью Маркова со Звягинцевым совокупной продолжительностью 30 часов о творческих и технических решениях картины.

## Сюжет
Главный герой, автослесарь Николай Сергеев, живёт вместе с женой Лилией и сыном от первой жены Ромой в маленьком приморском городке Прибрежном, в доме на берегу небольшой бухты, куда порой заплывают киты. Николай поддерживает приятельские отношения с местным полицейским Поливановым и его супругой, а также с подполковником ДПС Дегтярёвым (Степаныч), которому он периодически чинит бесплатно его старенькую «Ниву».
Когда коррумпированный мэр города Вадим Шелевят пытается изъять практически всё имущество Николая — дом, автомастерскую и его собственные земли, установив выкупную сумму в 639 тысяч рублей (которая не позволяет приобрести жильё в городе), главный герой прибегает к помощи старого армейского друга Дмитрия Селезнёва, ныне уважаемого столичного адвоката. После того, как суд во второй раз выносит решение в пользу мэра, Дмитрий определяет единственный способ борьбы с политиком — найти на него компромат.
Вечером после второго суда, когда Николай и Дмитрий обсуждают, что делать дальше, к Николаю приезжает пьяный мэр, оскорбляя его («У тебя никогда никаких прав не было, нет и не будет!»). На следующий день друзья решают воспользоваться этим вторжением и пишут заявление в полицию, однако в итоге в полиции задерживают Николая, который начинает возмущаться тем, что полицейские не хотят принимать такое заявление. Дальнейшие попытки отдать заявление также ни к чему не приводят — в прокуратуре и суде не оказывается на месте уполномоченных людей. Лилия пытается выручить Николая через своих знакомых сотрудников ДПС, обращаясь к жене Поливанова.
Дмитрий идёт на встречу с мэром один. Предъявив мэру папку с компроматом, суть которого в фильме не раскрывается, и намекая на знакомство с влиятельным московским политиком Костровым («членом Комитета»), Дмитрий требует у него выплатить Николаю в качестве справедливой компенсации сумму, рассчитанную независимым оценщиком (3,5 миллиона рублей). После встречи у мэра Дмитрий с Лилией обедают в гостинице; в тот момент, когда Николая отпускают из полиции, Лилия изменяет ему с Дмитрием в его гостиничном номере.
Через несколько дней Николай с семьёй и друзьями едет по приглашению Степаныча на пикник с шашлыком, выпивкой и стрельбой по бутылкам, во время которого сын Поливановых Виктор рассказывает остальным, как «тот красивый дядя (как оказывается — Дмитрий) в кустах душит тётю Лилю». Между мужчинами на пикнике завязывается драка, пикник преждевременно сворачивается. Лилия отвозит побитого Дмитрия в гостиницу, между ними происходит объяснение, и в итоге она возвращается к Николаю, который сидит дома и выпивает с Поливановыми.
Мэр серьёзно напуган предъявленным ему компроматом, однако, посовещавшись с местными правоохранителями (судья, прокурор и начальник полиции), наведя справки об адвокате и заручившись моральной поддержкой местного архиерея, решает не идти на поводу у шантажиста, а заманивает его в безлюдное место, где вместе со своими подручными избивает Дмитрия и угрожает ему убийством.
После случая на пикнике и угроз от мэра Дмитрий уезжает в Москву, а Николай прощает Лилию. Однако Рома обвиняет Лилию в том, что она виновата во всём произошедшем, и требует, чтобы она ушла из семьи. На следующее утро Лилия выходит из дома и на берегу бухты видит ныряющего кита. В тот день она не приходит на работу и не отвечает на звонки. Вскоре её обнаруживают погибшей при невыясненных обстоятельствах.
Далее зрителю даются явные отсылки к истории библейского персонажа Иова — убитый горем и изрядно подвыпивший Николай встречает в магазине местного священника отца Василия и задаёт ему вызывающие вопросы: «Ну и чё, где твой … Бог, … милосердный? […] Если я стану в храме поклоны бить — может жена моя воскреснет?», на что тот отвечает: «Не знаю, пути Господни неисповедимы…» — и излагает отрывок из Книги Иова (Иов. 40:20), попутно сравнив злоключения Николая со страданиями Иова.
Николая арестовывают по подозрению в убийстве собственной супруги, а его дом разрушают экскаватором. Ряд улик (включая молоток, которым якобы был нанесён удар Лилии, впоследствии обнаруженный в доме Николая, и показания Поливановых, ставших свидетелями событий на пикнике), по мнению следователя, указывают на вину Николая. Суд признаёт Сергеева виновным и приговаривает его к 15 годам лишения свободы, а Рому берут под опеку супруги Поливановы. Мэр, узнав про приговор, выражает явное удовлетворение — «будет знать, на кого залупаться».
В финале фильма тот самый архиерей в большом храме, построенном на месте снесённого дома Николая, в присутствии самого мэра и других высокопоставленных гостей, обращается с проповедью об истине и правде, а Шелевят наклоняется к своему сыну и, показывая на икону Иисуса Христа, говорит: «Это наш Господь, он всё видит».

## Герои фильма

### Образы основных героев
- Николай Сергеев — главный персонаж, вышедший на бой с властью и не желающий отдавать свой дом и свою землю.[16] «Маленький человек», противостоящий «системе», в обычной жизни — автослесарь, заботящийся только о своём благосостоянии, «безотказный терпила советского замеса», человек без амбиций, буйный и тайно нелюбимый женой, которая изменяет ему с лучшим другом, при этом серьёзно пьёт и «не ангельского темперамента», которого в процессе развития сюжетной линии все предают и «обирают до нитки».
- Лилия — жена Николая, работающая на рыбозаводе у ленты транспортёра, скучающая от однообразия будней. «Женщина с суровым северным опытом жизни», имеющая приличный опыт употребления алкоголя и прекрасно понимающая характер супруга и его друзей. Она изменила мужу с Дмитрием, приехавшим помочь её мужу защитить свои интересы, сначала в гостиничном номере, а затем — вторично на пикнике, чуть ли не на глазах у подвыпившего мужа, его друзей и их детей[16][17];
- Роман — сын Николая, «злой мальчик», ненавидящий свою мачеху, которому «здесь ещё жить, а какая тут может быть жизнь — непонятно»;
- Дмитрий — столичный адвокат и армейский товарищ Николая, приехавший к нему и пытающийся выпутать его из неприятностей посредством компромата, схватив мэра «за Фаберже»; по собственному признанию, «не верит в Бога, но верит в факты»[18];
- Мэр города — «хмельной от власти мэр, единоличный хозяин берега и моря, „руки по локоть в крови“, решивший „прикарманить“ место на берегу», в глазах которого автомеханик Коля и другие представители населения — «насекомые, тонущие в говне», необходимые исключительно для того, чтобы проголосовать на предстоящих в следующем году выборах;
- Архиерей — духовный покровитель коррупционной верхушки (мэр-судья-прокурор-главный «мент»), наставляющий мэра «показать силу».

### Собирательный образ Левиафана
- Левиафан (собирательный образ) — «олицетворение сатанинского беспощадного хаоса», иллюстрируемое лежащим на мели гигантским скелетом ископаемого животного — имя, которым маскируется власть, воплощённая в образе мэра — невидный мужик с казённым лицом, блатной ухмылкой и хозяйскими замашками — он и есть гидра[16]. Государство, которое «изощрённо и не без удовольствия при малейшем неповиновении скрутит, задушит в смертельном объятии и разотрёт в пыль»[19]. Киновед А. В. Долин выделяет в фильме трёх левиафанов:[20] 
1) «остов кита на берегу, куда сбегает из дома подросток Ромка». 
2) «спина морского чудовища, играющего в неспокойных волнах», которое «замечает в море с обрыва его мачеха Лиля», являющееся последним из живых существ, «что она видит перед смертью». 
3) Третий левиафан представлен «Николаю в словах священника, отца Василия, цитирующего строки из Писания», а именно: «Можешь ли ты удою вытащить левиафана и верёвкою схватить за язык его? вденешь ли кольцо в ноздри его? проколешь ли иглою челюсть его? будет ли он много умолять тебя и будет ли говорить с тобою кротко? сделает ли он договор с тобою, и возьмёшь ли его навсегда себе в рабы?» (Иов. 40:20)

## В ролях
| Актёр                | Роль                                                                                |
| -------------------- | ----------------------------------------------------------------------------------- |
| Алексей Серебряков   | Николай Николаевич Сергеев муж Лилии, отец Ромы                                     |
| Елена Лядова         | Лилия Петровна Сергеева жена Николая, мачеха Ромы                                   |
| Владимир Вдовиченков | Дмитрий Михайлович Селезнёв старый друг Николая, член Московской коллегии адвокатов |
| Роман Мадянов        | Вадим Сергеевич Шелевят мэр города Прибрежный                                       |
| Анна Уколова         | Анжела Ивановна Поливанова подруга семьи Сергеевых, жена Павла, мать Вити           |
| Алексей Розин        | Павел Сергеевич Поливанов сержант ДПС, муж Анжелы, отец Вити                        |
| Сергей Походаев      | Ромка сын Николая                                                                   |
| Платон Каменев       | Витя сын Анжелы и Павла                                                             |
| Сергей Бачурский     | Иван Степанович Дегтярёв (Степаныч) подполковник ДПС                                |
| Валерий Гришко       | архиерей                                                                            |
| Вячеслав Гончар      | Василий водитель мэра                                                               |
| Алла Еминцева        | Тарасова председательствующая судья                                                 |
| Маргарита Шубина     | Горюнова прокурор города                                                            |
| Сергей Мурзин        | Горюнов прокурор                                                                    |
| Дмитрий Быковский    | Ткачук начальник полиции                                                            |
| Сергей Борисов       | оперативник                                                                         |
| Игорь Савочкин       | следователь                                                                         |
| Игорь Сергеев        | отец Василий священник                                                              |
| Ольга Лапшина        | матушка                                                                             |
| Леся Кудряшова       | Юля секретарь мэра                                                                  |
| Мария Шекунова       | секретарь прокурора                                                                 |

## Саундтрек
В фильме использована музыка из оперы Филипа Гласса «Эхнатон» (Akhnaten, 1983), также звучат песни Михаила Круга «Золотые купола», «Владимирский централ».

## История создания и места съёмок
Весной 2008 года Звягинцеву рассказали историю американского сварщика Марвина Химейера, у которого местный цементный завод пытался отобрать дом, после чего он заперся в бульдозере, разрушил здание завода и ещё несколько сооружений, а затем покончил жизнь самоубийством. Звягинцев загорелся идеей снять фильм в США по этим событиям, но потом прочёл новеллу Генриха фон Клейста «Михаэль Кольхаас» со схожим сюжетом и решил, что имеет дело с вечным мотивом, а действие фильма следует перенести в современную Россию. По признанию Звягинцева, данному им в интервью Виктору Матизену, «поначалу хотели посадить его на трактор, чтобы он своротил мэрию».
Старт работы над новым фильмом Звягинцева был дан в июле 2012 года, когда к процессу подключился продюсер Александр Роднянский.
Звягинцев искал «заштатный маленький городок», съёмочная группа побывала во Владимире, Пскове, Астрахани, доехали до Белоруссии, но в качестве места для съёмок выбрали всё же Кольский полуостров. «Пока искали натуру, менялся замысел, появился новый финал», — говорил режиссёр.
Основа фильма снята в Кировске и селе Териберка; режиссёр облюбовал берег Баренцева моря даже не из-за экзотической дикой красоты, считает кинокритик Е. Стишова, а за сохранившуюся первозданность, снятую «так, будто мы застали Вселенную в дни первотворения, когда в морской стихии безраздельно властвовал Левиафан».
В мае 2013 года были построены декорации в Териберке (художник Андрей Понкратов).
Сами съёмки прошли с августа по октябрь. Помимо Кировска и Териберки дополнительные съёмки были проведены в других городах Мурманской области — Мончегорске и Оленегорске.
Целый год Звягинцев подыскивал нужных актёров. Алексей Серебряков, исполнивший главную роль, полностью вжился в образ, не покидал Териберку два с половиной месяца, не поддерживал никаких связей с внешним миром.
Звягинцев говорил:
Для меня новый фильм по сравнению, скажем, с «Еленой» будет непривычно многолюдным. Круг центральных героев — это шесть-семь человек, но в целом в картине прописано более 15 персонажей. И все они для нас очень важны. Сюжет постепенно будет вовлекать их одного за другим в полную драматизма воронку.
Над фильмом работали около 80 человек, нужно было успеть завершить съёмочный процесс до 17 сентября, так как в последние сто лет, приблизительно в этот день, в этом регионе начинает выпадать снег.

## Проблематика фильма

### Власть и её взаимоотношения с человеком
Смысл фильма — реалистичное отображение социальной жизни в эпоху перемен, которую надо «видеть и чувствовать», «не бояться смотреть ей в глаза» и которая «бывает покруче самых жёстких придумок», а более конкретно — «убийственное портретирование путинской вертикали в действии». По одному из отзывов в The New York Times, режиссёр не щадит никого, в том числе и Владимира Путина, чьё неулыбчивое лицо смотрит сверху вниз с портрета на стене в кабинете мэра города, где и совершаются худшие махинации. Комментируя картину в интервью The Guardian, он охарактеризовал современную Россию как феодальную систему, где всё находится в руках одного человека, все остальные находятся в вертикали подчинения, а живя в ней, ощущаешь себя, как на минном поле, причём «у вас нет особых перспектив — ни в жизни, ни в профессии, ни в карьере, если вы не „подключены“ к ценностям системы. Это глупое устройство общества, которое является вечным проклятием нашей территории». 
Отсылая к библейской «Книге Иова», режиссёр проводит параллель между судьбой ветхозаветного праведника, подвергаемого различным испытаниям, и судьбой современного грешника, не задумывающегося о смысле своей жизни. Сюжет Иова, подвергаемого испытаниям, но не утратившего веру, трансформируется в картину противостояния отдельно взятого человека и неподконтрольного ему государства, изначально призванного защищать и оберегать, но в кинокартине государство — Левиафан, который «изощрённо и не без удовольствия при малейшем неповиновении скрутит, задушит в смертельном объятии и разотрёт в пыль», а по ходу сюжета «вертикаль власти всей своей силищей и беспощадностью обрушивается на голову рядового автомеханика Коли». По мнению философа и культуролога Бориса Парамонова, фильм в образе скелета кита на морском берегу показывает, что Левиафана в понимании Томаса Гоббса — государства, защищающего граждан от всякого индивидуального произвола, — нет в нынешней российской жизни, поскольку в ней царит всевластие преступников.

### Критика социальной реальности и проблемы нравственности
Имеет в фильме место и критика социальной реальности, выходящей за пределы взаимоотношений человека с государством: «Главные фигуранты этой истории, исполненные лучших намерений, только и делают, что преступают»: мэр возжелал чужой дом, судьи «послушно лжесвидетельствуют», а адюльтер Дмитрия с Лилией — «не такой уж тяжкий грех по нынешним представлениям», но не из-за него ли, задаётся вопросом один из кинокритиков, захлебнулось судебное разбирательство, а слабая надежда выиграть дело обернулась новым тягчайшим обвинением? «Кроме жертвы Николая, которого обирают до нитки, здесь все предают всех. Все друг перед другом виноваты. Люди в общем неплохие, даже симпатичные, сочувствующие». Дмитрий Быков задаётся риторическим вопросом: «неужели действительно власть виновата в том, что все герои картины друг друга ненавидят, адски пьют, ни во что не верят и всё терпят?»
А драматург Аркадий Застырец, отмечая некоторое ментальное сходство между главным героем и его оппонентом (оба подчиняют жизнь своему благосостоянию и «на равных разговаривают, на равных водкой залив пустые души свои»), предлагает провести мысленный эксперимент, убрав из картины всех персонажей, притесняющих главного героя (ненавистного мэра, ненужных церковников, продажных судей), и обнаружить, что судьба всё равно останется незавидной, а жизнь — бессмысленной.

### Церковная проблематика
Значительное место в фильме занимает и церковная проблематика.
- По мнению журналиста и писателя Д. Л. Быкова, Звягинцев — пока единственный, кто отважился высказаться об отпадении России от Бога и о том, какую роль сыграла в этом официальная церковь[17].
- Кинокритик Е. М. Стишова, отмечая противопоставление между главным героем, не посещающим церковь, и коррумпированным мэром — примерным прихожанином, к тому же периодически навещающим местного иерарха, в то же время отмечает отличие поведения Николая от терпеливости библейского Иова: он не понимает и не принимает своего «избранничества» и не получит от Бога воздаяния за все утраты и потери[16].
- Режиссёр фильма, апеллируя к Достоевскому, говорит о том, как люди приспособили учение Христа к своим плотским нуждам и скудным рабским представлениям, и осуждает церковных иерархов, принимающих дорогие дары от людей, которые творят беззаконие, воруют и бесчинствуют, и молчат, «соработничают», когда надо дать оценку их нравственным деяниям. «Задумайтесь, что бы сделал Христос, если бы явился в кабинет к такому служителю?» — задаётся риторическим вопросом Звягинцев[21].
- По мнению британского еженедельника The Economist, фильм иллюстрирует подчинение РПЦ государству. Издание указывает на историческую связь РПЦ и КГБ СССР. По мнению журнала, в постсоветское время РПЦ выполняет те же функции по идеологической охране государства, которые выполнял КГБ СССР[28].
- Главный редактор журнала «Государство, религия, Церковь в России и за рубежом», религиовед Д. А. Узланер отмечает, в фильме представлено «религиозное нехристианство»: «вроде бы всё на месте: купола позолочены, свечки поставлены, стулья расставлены — а чего-то главного нет […] всё канонично и величественно, а по сути — уничтожение человека».[29]
- Видеоблогер и кинообозреватель BadComedian обратил внимание на своеобразную подачу притчи об Иове, которая в версии создателей фильма существенно отличается от библейского первоисточника. «Из Коли такой же Иов, как из наркомана на коаксиле», — заметил блогер. Весьма сомнительно выглядит в фильме и архиерей, подталкивающий мэра на противозаконные действия. Почему этот персонаж «раскрывается хуже, чем в экранизации комиксов?» — недоумевает Баженов[30][неавторитетный источник].

## Художественное своеобразие
Фильм содержит остросюжетные повороты с криминальными историями, любовным треугольником, изменой и таинственной гибелью героини. Начало фильма — мощно оркестрированная и крайне экспрессивная увертюра в исполнении Михаила Кричмана: «скалистый берег пожирают волны леденящего Баренцева моря, словно сам библейский Левиафан — олицетворение сатанинского беспощадного хаоса „кипятит пучину“», рядом с кладбищем кораблей в тихой заводи лежит гигантский скелет «то ли кита, то ли самого спрута Левиафана, чёрное тело которого на миг показавшись в волнах, призовёт к себе очередную жертву».
В фильме используется простой и наглядный приём: медленное, «гипнотизирующее» приближение камеры с переходом от общего плана к крупному, что даёт эффект увеличения «пока ещё худосочного и невзрачного левиафана». Это и лицо судьи, «бесстрастной скороговоркой читающей приговор» (в начале фильма Николай лишается дома, в конце — свободы), и архиерей, читающий праздничную проповедь: «лицо всё больше, голос — громче и уверенней», при этом «виртуозное воспроизведение несуразно длинной судебной речи» запараллелено с проповедью, позаимствованной из реальности. При этом вначале противник выглядит конкретно — немолодой пьющий мэр, смешной своими комичными ужимками и параноидально боящийся предстоящих в следующем году выборов, «идолище поганое — такое свалить сложно, но можно», и Николай с Дмитрием надеются взять его «за Фаберже». Однако «короля делает свита», и бледные и невыразительные поначалу тарасовы-горюновы-ткачуки как будто размножаются делением, не оставляя шанса на достойное противостояние. Справься с одним, и из-за угла выйдет второй, третий, двадцать пятый, и даже два следователя, арестовывающие Николая, пугающе похожи друг на друга.
В фильме два раза упоминается «панк-молебен» Pussy Riot — ближе к концу фильма название группы мелькает на экране телевизора, а в концовке эту акцию упоминает архиерей в своей проповеди.
Финальная сцена фильма отличается от положенной в основу сюжета реальной истории, в ходе которой герой разрушает бульдозером здания своих обидчиков. «Тихий и безутешный финал» — осмысленный приём, придуманный по ходу съёмок; по словам режиссёра. «Если бы мы заканчивали бунтом, на титрах все бы завершилось. Зритель получил бы этот трудный вдох длиной в фильм, потом выдохнул бы, и, удовлетворённый, вышел из зала. Не удалось бы дать ощущение тотальной непостижимой безнадёжности происходящего». При этом эпилог, зарифмованный с прологом и представляющий точно те же пейзажи, но уже застывшие, замороженные, ледяные, «читается как приговор цивилизации и претензиям людей на связь с вышним миром».
В фильме используются популярные в России песни: «Владимирский централ» (Михаил Круг), «Городской шалман, жизнь пропащая» (Любовь Успенская), «О Боже, какой мужчина!» (Натали). По словам режиссёра, он подбирал «песни, которые звучат в каждом кабачке и в каждом ресторанчике» и составляют нашу звуковую среду.

## Показы и выход в прокат
Фильм «Левиафан» должен был открывать программу российского кино на 36-м Московском международном кинофестивале. Но показ не состоялся — из-за ненормативной лексики фильму не было выдано прокатное удостоверение в России. В конце июня прокатное удостоверение было получено с ограничением по возрасту «18+» в связи с наличием нецензурной лексики.
Прокатное удостоверение «Левиафан» получил до 1 июля 2014 года, то есть до вступления в силу закона о запрете нецензурной лексики в кино, и может быть показан в первоначальном виде. Однако продюсер картины Александр Роднянский заметил, что мат в фильме всё равно придётся править. «Прокатное удостоверение мы действительно получили, но это не освобождает нас от ответственности за соблюдение закона РФ». Мат в фильме будет переозвучен или попросту «запикан».
По словам режиссёра, мат пришлось вырезать «по живому»: «Артикуляция есть, а звука нет — это травма. Эти два дня я сидел и чертыхался, вспоминал их всех, этих депутатов, прозаседавшихся, весь этот идиотизм. Я надеюсь, что будет инициатива к пересмотру этого закона, потому что совершенно очевидно, что есть запретительные меры, есть острожный ненорматив, есть „18+“ — этого достаточно. Кинозал — это место, где взрослый, ответственный человек приобретает в кассе билет. Билет является нашим с ним соглашением. Я хочу показать картину вот в таком виде, а он готов её посмотреть в таком виде. Почему сюда вмешивается третья сторона? Откуда? Что это за дичь такая?»
В январе 2015 года, за месяц до предполагаемого начала кинопроката в России, пиратские копии фильма были нелегально выложены в Интернет и просмотрены многими зрителями и кинокритиками. Роднянский подозревает в этом отборщиков одного из кинофестивалей. Писатель Дмитрий Быков ввиду сомнительных, по его оценке, шансов на успех российского проката, советует продюсерам радоваться тому, что фильм в пиратской копии увидят хотя бы жители северных территорий, в которых он снят, и даже подозревает их самих в распространении фильма таким способом.
Посмотревшие пиратскую копию фильма и желавшие отблагодарить его создателей могли это сделать на сайте фильма www.leviathan-film.ru (ныне не работает). По словам продюсера фильма, полученные денежные средства были переданы в благотворительный фонд «Подари жизнь».

## Реакция

### В России
В России фильм вызвал неоднозначную реакцию как со стороны кинокритиков, так и общественности.
Пресса, критики
Обозреватель «Новой газеты» кинокритик Лариса Малюкова: «Левиафан», четвёртый фильм Андрея Звягинцева — самый брутальный портрет современной России со времён «Груза 200» <…> Монструозный «Левиафан» и не хочет нравиться, он груб, порой смешон, порой вульгарен. Здесь всего через край: и водки, и шансона, и гнева. И безысходности".
Кинокритик Елена Стишова в журнале «Искусство кино» отмечала, что предвидит трудности в восприятии реалистичной картины российской публикой, привыкшей к «попкорну» (в то время как «правда жизни под хруст кукурузы не катит») и одновременно — к криминальным боевикам, на фоне которых сцены бандитского произвола выглядят привычно.
Кинокритик Алёна Солнцева считает, что название фильма «сразу отсылает зрителя к одному из основных конфликтов мировой культуры — спору между Богом и дьяволом за душу человека». Она отмечает, что «Левиафан — символ государства лишь во вторую очередь», поскольку «эту ассоциацию Гоббс использовал именно потому, что в библейской традиции Левиафан и есть одно из имён дьявола, то есть того хтонического зла, что изначально враждебно человеку и его попыткам найти гармонию». Она указывает на то, что действие фильма «происходит в таком месте, где холодная и зловещая красота природы доминирует над человеком, где чувствуется (и великолепно передана камерой оператора Кричмана) первобытная мощь природы, её давление — равнодушное и неотвратимое».
Искусствовед Аркадий Штейнер на Лента.ру отмечает, что «это большой фильм, мастерски снятый, с прекрасной актёрской игрой» и считает, что перекличек с фильмом «Город Зеро» у фильма Звягинцева «слишком много, чтобы это было случайностью».
Журналист и писатель Дмитрий Быков назвал «Левиафан» мрачным и сильным фильмом, но в то же время конъюнктурным, «невнятным». Быков указал на большое количество нестыковок в сценарии. Также он отметил, что фильм «типично русская по нынешним временам попытка высказаться без попытки разобраться…»
Кинокритик Сергей Сычёв отмечает, что «есть в фильме другой священник, бедный, бескорыстный и по-настоящему праведный, но с архиереем они стоят в одном храме. Всё это позволило ряду критиков приклеить к фильму ярлык антиклерикальности, что, пожалуй, не совсем так, иначе не было бы второго священника».
Драматург Аркадий Застырец отмечал, что «конечно, эта актуальная философская притча — никакой не портрет современной России. Хотя материал в картине использован несомненно российский, и знание о том, что в основе сценария — история гражданина США, дела тут не меняет».
Писатель Виктор Шендерович подчёркивает разоблачительное значение фильма: «… на наших ворах полыхает шапка… Воры узнали себя в героях кино — и верещат отвратительными голосами. Их нескрываемая обида на Звягинцева — явка с повинной: так обижаются только на правду».
По наблюдениям журналиста Юрия Сапрыкина, фильм ещё до выхода в прокат расколол российских зрителей, в зависимости от политических убеждений воспринимающих его как «смелое разоблачение путинского режима» или «конъюнктурную русофобскую поделку на потребу Западу».
Библеист, публицист, писатель и переводчик Андрей Десницкий считает, что фильм «целиком и полностью — за церковь, которой нам так часто не хватает» и отмечает, что «христианам стоит не обижаться, не оправдываться, не пытаться кому-то что-то доказать, а задуматься».
По мнению издания Gazeta.ru, те, кто считает фильм «русофобским» и те, кто считает его «истинно патриотическим», сходятся в оценке показанных в картине явления (пьянство, фарисейство церковников и т. п.). Спор у них идёт лишь о соответствии показанного современной России — «все ли поголовно в России пьют, все ли, если есть возможность, воруют и много ли среди служителей церкви фарисеев».
Фильм получил резко негативные отзывы от политолога Сергея Маркова, назвавшего его «антироссийским политическим заказом, снятым на российские бюджетные деньги» и «фильмом новой холодной войны Запада против России».
Главный редактор газеты Культура, театральный критик Елена Ямпольская крайне отрицательно отозвалась о фильме следующим образом: «Убеждена: каждый спущенный в эту бездну бюджетный рубль обязаны компенсировать конкретные лица. Репутацией, должностью, собственным кошельком». По мнению Ямпольской, «проблема „Левиафана“ вовсе не в мате. А в том, что герой Мадянова на слух — самозванец, не принадлежащий ни к одной системе — ни к чиновничьей, ни к блатной. Аморфная, стёртая, лингвистически безликая речь выдаёт в нём (чтобы не сказать — в авторе диалогов) дилетанта и фраера». В то же время она высказала мнение, что «особой опасности для российской публики „Левиафан“ не представляет».
По мнению Сергея Угольникова, вся история создания фильма «Левиафан», как и его «оскаровского конкурента», польского фильма «Ида» — это продукт спекуляций для западного зрителя, который начался уже давно, и выражает надежду, что «за примелькавшиеся кудри — режиссёров начнут просто бить».
Видеоблогер и кинообозреватель BadComedian резко отрицательно оценил фильм в первую очередь за слабость сценарной и режиссёрской работы, которая не предполагает развития характеров героев, показа их мотивации, выстраивания драматургии конфликта. Главный герой («2D-персонаж») в ответ на возникающие проблемы перманентно глушит водку, а «факторы, которые должны складываться в историю, на персонажа никак не влияют… Алконавт, орёт, дерзит, грубит. В остальном он пуст. Сосуд, который забыл наполнить режиссёр».
В опросе 30 российских кинокритиков, проведённом Srsly.ru в 2020 году, у фильма больше всего упоминаний — семь — среди лучших российских фильмов, снятых в 2010—2019 годах.
Официальные лица
Министр культуры РФ Владимир Мединский после просмотра фильма заявил, что лента оставила у него «сложные» впечатления. Так, его поразила ненормативная лексика героев фильма, а также постоянное употребление ими алкогольных напитков. По мнению Мединского, фильм не пострадает от того, что из него вырежут мат. Фильм талантливый, но он ему не понравился.
Татьяна Трубилина, глава села Териберка (Мурманская область), в котором снимался фильм, 12 января 2015 года выступила против показа ленты на больших экранах: «Впечатлений (от фильма) особых нет, мы здесь все алкаши, живущие в собственной помойке. С эстетической точки зрения я против показа, я вообще не знаю, кому этот фильм стоит смотреть».
Позднее в некоторых СМИ прошла информация о том, что администрация Мурманской области настоятельно рекомендовала кинотеатрам отказаться от показа фильма, однако губернатор Марина Ковтун опровергла эту информацию: «Всех пишущих о запрете показа фильма „Левиафан“ прошу успокоиться. Такого запрета просто не может быть. И потом мы живём в век Интернета».
Религиозные деятели
Митрополит Мурманский и Мончегорский Симон (Гетя) (в пределах Мурманской митрополии и снимался «Левиафан») в ответ на просьбу радиостанции «Говорит Москва» оценить фильм Звягинцева сказал: «Он мне понравился. Фильм честный» — и отметил, что запрещать показ фильма не следует. Говоря о наличии в фильме ненормативной лексики Симон заметил, что «Мат, на который в данной ситуации ссылаются, к большому сожалению, стал нашей позорной действительностью, и в фильме его не больше, чем в жизни, чего уж тут лицемерить» и «Кроме стыда за мат, ужасно удручает водка-водка-водка, которая везде и всюду. Однако в целом фильм вдохновляет тем, что в нём указано на жизненные проблемы страны, как на зияющие раны тела, от которых оно разлагается, страдает и умирает. Необходимо серьёзное врачевание».
Протодиакон Андрей Кураев отмечал, что фильм Звягинцева совершенно не является антицерковным или антиправославным, поскольку обращается к теме «маленького человека» и «предостерегает от того, чтобы церковь не стала одной из шестерёнок безжалостного „Левиафана“ и маховиком власти», а антиклерикализм присутствует, поскольку «когда духовенство вмешивается в дела государственного управления, это называется клерикализм», который «запрещён российской Конституцией, и антиклерикальное высказывание находится в рамках закона и даже в интересах церкви».
Глава «Ассоциации православных экспертов» Кирилл Фролов обратился к министру культуры Владимиру Мединскому с просьбой запретить показ фильма в России: «Левиафан — поганая клевета на Русскую Церковь и Российское государство».
Общественность
Власти Самары получили коллективное письмо с просьбой наказать исполнителя роли архиерея Валерия Гришко за участие в «клеветническом опусе» и «изощрённом поношении Российской власти и Православной Церкви». Гришко подал в суд иск к депутату Самарской губдумы Дмитрия Сивиркина о защите чести и достоинства, взыскании компенсации морального вреда в размере 1 млн рублей. В результате суд удовлетворил заявленные актёром требования частично, взыскав в его пользу с ответчика 50 000 рублей.

### В мире
Пресса, критики
Британский киножурнал Sight & Sound признал «Левиафан» одним из десяти лучших фильмов 2014 года. Согласно данным интернет-агрегатора Metacritic, «Левиафан» стал одной из тридцати картин, чьи наименования чаще всего встречались в списках лучших фильмов года.
Британский кинокритик Питер Брэдшоу в газете The Guardian назвал фильм «величественным» и упомянул о мотивах других кинокартин, привнесённых режиссёром в «Левиафан»:

Этот величественный российский фильм переносит в современную российскую действительность ниспосланное на библейского Иова страшное испытание. «Левиафан» — трагическая драма, захватывающая своей моральной серьёзностью. Суровость и сила этой ленты возвышают её на уровень ужасающего, беспощадного величия.
Британский левый таблоид Morning Star охарактеризовал картину как беспощадное обличение «коалиции капиталистических гангстеров и святош, уничтожающих последние крупицы социализма в России» и политическую притчу о классовой системе.
Британская газета Evening Standard, (принадлежит Александру Евгеньевичу Лебедеву, близкому соратнику Владимира Путина) писала, что «нам вбивают в голову мысль о неизбывности коррупции и религиозного лицемерия в России. Мелькнувшие на заднем плане кадры Pussy Riot должны, казалось бы, придать фильму злободневности, но все равно главная мысль состоит в том, что в России так было всегда. И если путинская Россия не хуже всего того, что ей предшествовало, если страдания — всего лишь неотъемлемая часть панорамы российской жизни, то почему нас должна так волновать судьба Коли и его семьи? Предполагается, что мы должны выйти из зала, озадаченные Большими Вопросами. Вместо этого мы восторгаемся великолепно снятыми северными пейзажами (одна из прибрежных пещер светится в темноте, как Сикстинская капелла). Путин может спать спокойно: у этого зверя зубов нет».
International Business Times считает, что «в „Левиафане“ есть сцена загородного пикника, где, напившись водки, герои стреляют по мишеням — портретам бывших советских лидеров: от Ленина до Горбачёва. А на вопрос, где же вожди посовременней, звучит циничный ответ: „Ещё не дозрели“. Совершенно очевидно, что стоит за замыслом авторов. Поразительно, насколько (при том, что 25 % бюджета фильма поступило от Министерства культуры России) он стал беспощадной критикой коррупции в путинской России. Куда более тонкой и ничуть не менее жёсткой, чем панковские эскапады Pussy Riot».
7 декабря 2019 года американский журнал The Hollywood Reporter включил фильм в список лучших картин десятилетия, поставив на 6 место в этом рейтинге.

## Награды и номинации

### Награды
- Премия «Золотой глобус» за лучший фильм на иностранном языке[67]
- 67-й Каннский кинофестиваль:
  - приз за лучший сценарий — Андрей Звягинцев и Олег Негин
- 32-й международный Мюнхенский кинофестиваль[68]
  - приз за лучший иностранный фильм
- Фестиваль европейского кино в Паличе (Сербия)[69]
  - Главный приз
- Лондонский кинофестиваль — приз за лучший фильм[70]
- 22-й международный фестиваль искусства кинооператоров Камеримидж, Быдгощ, Польша[71][72]
  - главный приз «Золотая лягушка» — Михаил Кричман
- Международный кинофестиваль в Абу-Даби (2014):[73][74]
  - Гран-при «Чёрная жемчужина»
  - приз за лучшую мужскую роль — Алексей Серебряков
- 45-й Индийский международный кинофестиваль[75]:
  - премия «Золотой павлин» за лучший фильм
  - премия за лучшую мужскую роль (Алексей Серебряков)
- Премия киноакадемии Азиатско-Тихоокеанского региона (Asia Pacific Screen Awards)[74][76]:
  - главный приз за лучший фильм года
- Премия «Золотой орёл»:
  - Лучшая режиссёрская работа — Андрей Звягинцев
  - Лучшая женская роль — Елена Лядова
  - Лучшая мужская роль второго плана — Роман Мадянов
  - Лучший монтаж фильма — Анна Масс
- Фестиваль египетского и европейского кино в Луксоре (Египет)
  - «Золотой Джедд» — высшая награда кинофестиваля[77]
- Премия Гильдии киноведов и кинокритиков России «Белый слон»[78]:
  - Лучший фильм
  - Лучшая режиссёрская работа — Андрей Звягинцев
  - Лучший сценарий — Андрей Звягинцев, Олег Негин
  - Лучшая мужская роль — Алексей Серебряков
  - Лучшая женская роль — Елена Лядова
  - Лучшая мужская роль второго плана — Роман Мадянов
- Профессиональный приз Ассоциации продюсеров кино и телевидения в области телевизионного кино — специальный приз жюри за выдающиеся достижения в киноиндустрии[79]
- Премия «Ника»:
  - Лучшая женская роль — Елена Лядова
  - Лучшая мужская роль второго плана — Роман Мадянов

### Номинации
- Премия Европейской киноакадемии:
  - номинация за лучший европейский фильм
  - номинация за лучшую режиссёрскую работу (Андрей Звягинцев)
  - номинация за лучший сценарий (Андрей Звягинцев, Олег Негин)
  - номинация за лучшую мужскую роль (Алексей Серебряков)
- Премия «Независимый дух» — номинация за лучший международный фильм
- Премия «Спутник» — номинация за лучший фильм на иностранном языке
- Премия «Оскар» — номинация за лучший фильм на иностранном языке[80]
- Премия Британской киноакадемии — номинация за лучший не англоязычный фильм[81]
- Премия киноакадемии Азиатско-Тихоокеанского региона
  - номинация за лучшую режиссёрскую работу (Андрей Звягинцев)
  - номинация за лучшую операторскую работу (Михаил Кричман)
- Премия «Золотой орёл»:
  - номинация за лучший игровой фильм
  - номинация за лучший сценарий (Андрей Звягинцев, Олег Негин)
  - номинация за лучшую мужскую роль (Алексей Серебряков)
  - номинация на лучшую операторскую работу (Михаил Кричман)
  - номинация на лучшую работу художника-постановщика (Андрей Понкратов)
  - номинация на лучшую работу звукорежиссёра (Андрей Дергачёв)
- Премия «Ника»:
  - номинация за лучший игровой фильм
  - номинация на лучшую режиссёрскую работу (Андрей Звягинцев)
  - номинация за лучший сценарий (Андрей Звягинцев, Олег Негин)
  - номинация за лучшую мужскую роль (Алексей Серебряков)
  - номинация на лучшую женскую роль второго плана (Анна Уколова)
  - номинация на лучшую мужскую роль второго плана (Владимир Вдовиченков)
  - номинация на лучшую операторскую работу (Михаил Кричман)
  - номинация на лучшую работу художника-постановщика (Александр Понкратов)
  - номинация на лучшую работу звукорежиссёра (Андрей Дергачёв)

## Комментарии
1. ↑  Этот эпизод вызвал неоднозначные оценки. Так, искусствовед Аркадий Штейнер высказал мнение, что «воскресная проповедь в последних кадрах „Левиафана“ накладывается на кошмарное предчувствие, что этот новенький, сверкающий свежим золотом храм поставлен на месте дома Николая, что ради него случилась эта история предательств, насилия и несправедливости». (Аркадий Штейнер Театр русского зла или Как Андрей Звягинцев убил свою старушку Архивная копия от 26 января 2015 на Wayback Machine // Лента.ру, 19.01.2015) Киновед А. В. Долин в своей рецензии на Афиша.ру (Долин А. В. Канны-2014 День десятый: панк-молебен Звягинцева // Афиша-Воздух. — 23.05.2014. Архивировано 24 мая 2014 года.) отмечает, что «на этот дом и покусился местный мэр: место козырное», а в рецензии в журнале «Искусство кино» (Долин А. В. Три кита. «Левиафан», режиссёр Андрей Звягинцев // Искусство кино. — 2014. — № 7. Архивировано 15 января 2015 года.) отмечает, что «мэр позарился на землю Николая», а церковь «построена на месте дома Николая, как выясняется вдруг, снесённого вовсе не по прихоти мэра, а по воле властного иерарха». Журналист и писатель В. А. Губайловский в своём блоге (О правде и силе. «Левиафан» Андрея Звягинцева Архивная копия от 31 января 2015 на Wayback Machine) на сайте журнала «Новый мир» высказывает мнение, что на «месте дома Николая высится новенький храм». В свою очередь журналист и писатель Д. Л. Быков в своей статье в «Новой газете» (Быков Д. Л. Мимо Архивная копия от 22 января 2015 на Wayback Machine // «Новая газета», 19.01.2015) отмечает, что «если допустить, что мэр отжимает домик у Николая, чтобы на его месте построить храм, — „Левиафан“ лишается какого-либо смысла, какого-либо намёка на достоверность» и задаётся вопросом «Почему епархии нужен именно этот участок земли, когда рядом стоит разрушенная церковь?». А в передаче «Особое мнение» он говорил, что «А, скажите, пожалуйста, чем эксклюзивно этот кусок берега отличается от соседнего куска берега? Почему надо было вот этот дом надо было отнять для церкви? И кто тот иностранец, с которым мэр разговаривает в финале? […] Если они под церковь отжимали этот участок, что из фильма не следует никак». Киновед Е. М. Стишова считает, что Николай не хочет «отдавать свой дом и свою землю, приглянувшиеся мэру под строительство личного особняка», а кинокритик Ю. В. Гладильщиков высказал мнение (Гладильщиков Ю. В.. Каннский итог: Звягинцев высказался о современной России без обиняков. Forbes Russia (23 мая 2014). Дата обращения: 23 мая 2014. Архивировано 24 мая 2014 года.), что «мэру нужен его участок, чтобы построить там своё».
2. ↑  В 2009 году в городе Кировск Мурманской области (где преимущественно снимался «Левиафан»), местный предприниматель Иван Анкушев, недовольный высоким уровнем местных налогов и сборов, застрелил мэра и его заместителя по ЖКХ, после чего застрелился сам (В городе, где снимали «Левиафан», бизнесмен застрелил мэра. Znak.com (16 января 2015). Дата обращения: 17 января 2015. Архивировано 18 января 2015 года.).
3. ↑  В. В. Гришко работает в Самаре главным режиссёром местного драматического театра